# Канада на зимних Олимпийских играх 1948
Канада принимала участие в зимних Олимпийских играх 1948, и заняла 6-е место в общекомандном зачёте.

## Медалисты
| Медаль | Спортсмен | Вид спорта       | Дисциплина                         |
| ------ | --- | ---------------- | ---------------------------------- |
| Золото | Мюррей Доуи Бернард Данстер Джон Лекомпт Анри-Андрэ Лапперьер Уолтер Холдер Джордж Мара Реджинэлд Шретер Томас Хибберд Альбер Рено Эндрю Гилпин Орвэр Гравель Пэтрик Гуццо Росс Кинг | Хоккей           | Мужчины                            |
| Золото | Барбара Скотт | Фигурное катание | Женщины, индивидуальное первенство |
| Бронза | Сюзанн Морроу Уоллес Дистермайер | Фигурное катание | Спортивные пары                    |